# Belagerung von Wismar (1715)
1. Phase: Schwedische Dominanz (1700–1709)
Dänischer Kriegsschauplatz (1700)
Humlebæk • Tönning I 
Livländ./ Estnischer Kriegsschauplatz (1700–1708)
Riga I • Jungfernhof • Varja • Pühhajoggi • Narva • Petschora • Düna • Rauge • Erastfer • Hummelshof • Embach • Tartu • Narva II • Wesenberg I • Wesenberg II
Ingermanländ./ Finnischer Kriegsschauplatz (ab 1701)
Archangelsk • Ladogasee • Nöteborg • Nyenschanz • Newa • Systerbäck • Petersburg • Wyborg I • Porvoo • Newa II • Koporje II • Kolkanpää
Litauisch-weißrussischer Kriegsschauplatz (1702–1706)
Vilnius • Saladen • Jakobstadt • Gemauerthof • Mitau • Grodno I • Olkieniki • Njaswisch • Klezk • Ljachawitschy
Polnischer Kriegsschauplatz (1702–1706)
Klissow • Pułtusk • Thorn • Lemberg • Warschau • Posen • Punitz • Tillendorf • Rakowitz • Praga • Fraustadt • Kalisch 
Russischer Kriegsschauplatz (1708–1709)
Grodno II • Golowtschin • Moljatitschi • Rajowka • Lesnaja • Desna • Baturyn • Koniecpol • Weprik • Opischnja • Krasnokutsk • Sokolki • Poltawa I • Poltawa II
2. Phase: Schweden in der Defensive (1710–1721)
Baltischer und Finnischer Kriegsschauplatz (bis 1714)
Riga II • Wyborg II • Pernau • Kexholm • Reval • Hogland • Pälkäne • Storkyro • Nyslott • Hanko 
Schwed./Norwegischer Kriegsschauplatz (1710–1721)
Helsingborg • Køge-Bucht • Bottnischer Meerbusen • Frederikshald I • Dynekilen-Fjord • Göteborg I • Strömstad • Trondheim • Frederikshald II • Marstrand • Ösel • Göteborg II • Södra Stäket • Grönham • Sundsvall
Norddeutscher Kriegsschauplatz (1711–1716)
Elbing • Wismar I • Lübow • Stralsund I • Greifswalder Bodden I • Stade • Rügen • Gadebusch • Altona • Tönning II • Stettin • Fehmarn • Wismar II • Stralsund II • Jasmund • Peenemünde • Greifswalder Bodden II • Stresow 
Die Belagerung von Wismar (1715/16) fand im Zuge des Pommernfeldzug 1715/1716 vom 11. Juni 1715 bis April 1716 während des Großen Nordischen Kriegs statt. Eine preußisch-dänische Armeeabteilung, bestehend aus 10.000 Dänen, 4000 Preußen und 4000 Hannoveranern unter Oberbefehl des dänischen Generals Franz Joachim von Dewitz belagerte die schwedische Stadt und nahm sie ein. Die Festung Wismar war zu dieser Zeit die größte Festung Europas mit 700 Kanonen, 18 Bastionen, 9 Revelins und 2 Zitadellen und war bereits im Vorfeld mehrfach erfolglos von den Alliierten belagert worden.

## Verlauf

Ansicht von Wismar

Hatte sein Vater, Friedrich I. die Möglichkeit einer preußischen Kriegsbeteiligung noch im Dreikönigstreffen von 1709 nicht mit letzter Konsequenz verfolgt, so änderte sich diese passive Haltung unter seinem Sohn Friedrich Wilhelm I. vollständig. Dies lag vor allem an den, durch die Beendigung des Spanischen Erbfolgekriegs, freiwerdenden Kräften und der Entschlossenheit, mit der Friedrich Wilhelm I. die Beteiligung Preußens am Krieg vorantrieb. Die Kriegserklärung Preußens erfolgt offiziell am 1. Mai 1715.
Für Wismar war von Anfang an nur eine Belagerung vorgesehen. Am 11. Juni 1715 gab Friedrich Wilhelm I. die Marschbefehle an seine Truppe aus. Am 14. Juni brach ein preußisches Heer von zwei Bataillonen und zwölf Schwadronen unter Generalmajor Georg Friedrich von der Albe von Stettin auf und marschierte über Wredenhagen und Lenzen nach Wismar, wo es am 27. Juni eintraf und durch dänische Einheiten verstärkt wurde, die in der zweiten Junihälfte den Vormarsch durch Mecklenburg angetreten hatten. Die dänische Abteilung machte vier Bataillone und zwölf Schwadrone aus. Von der Albe übergab das Kommando an den dänischen Generalleutnant Friedrich von Legardt und zog weiter nach Rostock. Auf See blockierten zudem dänische Schiffe den Zugang zu Wismar. Die preußisch-dänische Belagerungstruppe umfasste jetzt 8.150 Mann Infanterie (zwei preußische, vier dänische Bataillone, zusammen 4.110 Mann Infanterie) und Kavallerie (12 preußische und 12 dänische Schwadronen, zusammen 4032 Reiter).
Die Stadt Wismar liegt mit einer Seite am Meer, und auf der Seeseite ist ihr die Insel Poel vorgelagert. Den westlichen Zugang zwischen Poel und dem Festland sperrte eine kleine Insel, der Walfisch, auf der ein Außenwerk der Festung angelegt war. Nach dem Land zu erschwerte die Annäherung sumpfiges Gelände, die nur durch fünf Tore auf Dämmen zugänglich war. Nach Nordosten zum Dorf Nedentin führte das Poeler Tor, der Weg nach Osten nach Hornstorf führte durch das Wismar-Tor, im Süden lag das Mecklenburger, im Nordwesten das Lübecker Tor. Vor dem Mecklenburger Tore erhebt sich der sogenannte Galgenberg, auf dem die Schweden eine Batterie errichtet hatten. In Wismar befanden sich 3000–5000 Mann, die Überreste von einst 30 Regimenter mit Verpflegung für drei bis vier Monate. Ein Versuch der Schweden, noch eine Herde Vieh in die Festung zu treiben, konnte vereitelt werden. Die Festung war nicht gut gerüstet; noch Mitte Juni waren acht Feldgeschütze zur Verstärkung der Festung Stralsund aus Wismar fortgeschafft worden. Die Stärke der Artillerie betrug 166 Mann. Auch während der zweiten Belagerung der Stadt stand die Bürgerschaft in Waffen und zählte im Juli 1715 in zehn Kompanien 33 Offiziere, 37 Unteroffiziere und 671 Korporale und Mannschaften. Durch den Abmarsch des Wismarschen Kavalleriekorps (352 Reiter) nach Stralsund im Oktober 1714 blieb nur ein kleines Kavalleriekommando (63 Mann) in Wismar zurück. Von den schwedischen Truppen waren nur etwa 1000 Nationalschweden. Im Gegensatz zur ersten Belagerung fehlte es also während der zweiten stark an Reiterei. Stadtgouverneur war Generalmajor Freiherr Martin Simon Schoultz von Ascheraden, Kommandant war Oberst von Fürstenberg.
Dem preußischen Detachement wurde erst am 29. Oktober seine Stellung angewiesen, es erhielt den rechten Flügel im Osten und Südosten der Stadt. Die Aufstellung begann an der Seeküste bei dem Dorf Redentin. Das Kavallerie-Lager reichte bis zum Dorf Lübow, an das sich die beiden Schwadronen des Dragoner-Regiments „von der Albe“ anlehnten. In Lübow selbst hatten Generalleutnant von Legardt und Generalmajor von der Albe ihr Hauptquartier aufgeschlagen. Im Südosten, östlich vom Blumenhofe, stand das Bataillon des Infanterie-Regiments von Prinz Christian Ludwig, zwischen diesem und dem Dorf Lübow stand ein Bataillon des Infanterie-Regiments von Arnims. Im Südwesten stand die dänische Infanterie, an die sich die Kavallerie bis zur Küste gegenüber dem Außenwerk Walfisch anschloss.
Am 2. November 1715 schloss sich noch ein Kontingent der Kurhannoverschen Armee der Belagerung an. Die Belagerung verlief ereignislos, aber auf Grund der strengen Witterung beschwerlich. Am 13. November musste Generalmajor Schoultz auch die bisher noch besetzte Insel Poel räumen lassen. Noch einmal gelang es den Schweden am 29. Dezember, ein Regiment Infanterie (Skaraborg), das ursprünglich für Stralsund bestimmt war, auf dem Seeweg in die Festung zu bringen und größere Mengen Verpflegung zu landen. Dann aber wurde die Versorgungslage kritisch. Den Oberbefehl über das Einschließungskorps hatte nach dem Fall von Stralsund Ende Dezember 1715 der dänische General Dewitz übernommen. Als am 10. April 1716 die Wismarer Bucht durch eine von Ufer zu Ufer reichende Palisadenreihe mit dazwischen verankerten Flößen gesperrt und auch die Verbindung zu der kleinen Festung Walfisch unterbrochen war, war das Schicksal Wismars besiegelt. Am 19. April kapitulierte die Wismarer Garnison. Für 89 Offiziere und 1000 Nationalschweden der Besatzung wurde freier Abzug nach Schweden bewilligt, der Rest der Besatzung wurde gefangen. Mit Wismar fiel die letzte schwedische Stellung auf deutschem Boden. Damit endete auch der Pommernfeldzug.

## Folgen
Gegen Ende der Belagerung kam es fast zu kriegerischen Kämpfen zwischen den Alliierten und einem auf Befehl Peters herangenahten russischen Kontingent, das ebenso bei der Übergabe der Stadt Einlass in die Festung begehrte. Hintergrund waren die anhaltenden Streitigkeiten um die zu erwartende Siegesanteile, so wurde Wismar von Dänemark und gleichermaßen von Russland beansprucht, das sich eine mächtige Position in Norddeutschland schuf und nun misstrauisch von seinen Alliierten beäugt wurde.
1717 bis 1718 wurde die Festungsanlage inklusive der auf der vorgelagerten Walfischinsel geschleift. Durch die Friedensschlüsse von Stockholm vom 20. November 1719 und vom 1. Februar 1720 wurde der Frieden zwischen Schweden und England (Hannover) und Preußen, durch den Frieden von Frederiksborg vom 3. Juli 1720 auch der zwischen Schweden und Dänemark wiederhergestellt. Gegen eine Zahlung von 600.000 Talern an Dänemark erhielt Schweden seine Besitztümer in Pommern nördlich der Peene, Norwegen sowie Wismar unter der Bedingung, dass es nicht wieder befestigt werde.